# Estado Novo Esporte Clube
Estado Novo Esporte Clube foi uma agremiação esportiva da cidade de Cuiabá, Mato Grosso.

## História
O clube disputou o Campeonato Mato-Grossense de Futebol em 1943.

## Estatísticas

### Participações
| Competição  | Competição                | Temporadas | Melhor campanha    | Estreia | Última | P | R |
| Mato Grosso | Campeonato Mato-Grossense | 1          | 5º colocado (1943) | 1943    | 1943   | – | – |